# Nina Sandt
Nina Sandt (née le 8 juillet 1928 à Berlin, morte en avril 2003 à Vienne) est une actrice autrichienne.

## Biographie
Fille d'un metteur en scène et d'un chanteur, elle est déjà sur scène lorsqu'elle est enfant et suit une formation de comédienne au Séminaire Max-Reinhardt. Elle épouse le producteur Otto Dürer en deuxième noces.

## Filmographie
- 1950 : Cordula
- 1950 : Gruß und Kuß aus der Wachau (de)
- 1951 : Maria Theresia
- 1954 : Weg in die Vergangenheit
- 1955 : La Patronne de la Couronne d'or (de)
- 1956 : Liebe, die den Kopf verliert
- 1956 : Wo die Lerche singt
- 1957 : Skandal in Ischl (de)
- 1958 : Im Prater blüh'n wieder die Bäume
- 1958 : Le Labyrinthe de l'amour (Frauensee) de Rudolf Jugert
- 1961 : Geständnis einer Sechzehnjährigen
- 1964 : Das Kriminalmuseum: Der Füllfederhalter (série télévisée)
- 1968 : Lucrèce, fille des Borgia
- 1973 : Der Kommissar: Das Komplott (série télévisée)
- 1977 : Arrête ton char... bidasse !
- 1978 : Holocauste (série télévisée)
- 1986 : Der Fall Franza (TV)